# De ontsnapping
De ontsnapping is een Nederlandse dramafilm uit 2015, geregisseerd door Ineke Houtman. Het verhaal is gebaseerd op het gelijknamige boek van Heleen van Royen en ging in première op 15 april op het filmfestival Zeeuws-Vlaanderen.

## Synopsis
Julia is een vrouw die alles voor elkaar lijkt te hebben. Een goede baan en een gezin met twee kinderen. Wat de buitenwereld alleen niet ziet is dat ze depressief is. Ze besluit haar geluk te beproeven in de Algarve. Ook dit nieuwe leven van feesten maakt haar niet gelukkig. Ze raakt bevriend met de gigolo Romeo maar dit confronteert haar juist met een verleden waar ze niet aan herinnerd wil worden, namelijk haar overleden broertje Jimmy.

## Rolverdeling
- Isa Hoes - Julia de Groot
- Edwin Jonker - Romeo/Richard
- Kees Boot - Paul de Groot
- Matthijs van de Sande Bakhuyzen - Jimmy
- Rik Mayall - Eddie, de huisbaas in de Algarve
- Abbey Hoes - Julia de Groot (18 jaar)
- Diana Dobbelman - Moeder de Groot
- Tom Jansen - Vader de Groot
- Pjotr van Antwerpen - Tom
- Victoria Blom - Isabel
- Ellen Schoeters - Lotus
- Edwin Alofs - Heinz
- Peter Brownbill - Wolfgang
- Rupinder Nagra - Dr. Singh
- Tiago Aldeia - Assistant Dr. Singh
- Evrim Akyigit - Saida
- Alexandra Teles - Romeo's Client Beach Party
- Ana Leal Sousa - Romeo's Client Bal Bizarre
- Emanuel Ferreira - Waiter Strip
- James Fisher - Diver Beach Party
- Joao Capela - Waiter Beach Party
- Nigel Freeman - Business Man Bal Bizarre
- Paulo Tella - DJ Beach Party
- Vanessa Hughes & John Baker Malpas - Older Couple Strip
- Josephine Houtman - Trainee Office

## Trivia
- Deze film was de laatste rol voor de Britse komiek Rik Mayall. Hij stierf kort na de opnamen.